# Rówienko (województwo pomorskie)
Rówienko (kaszb. Rówienkò, niem. Rowen Vorwerk) – mała osada słowińska w Polsce położona w województwie pomorskim, w powiecie słupskim, w gminie Główczyce. Wieś wchodzi w skład sołectwa Rumsko.
W latach 1975–1998 miejscowość administracyjnie należała do województwa słupskiego.

## Nazwa
Nazwa miejscowości jest tzw. chrztem nazewniczym i ma charakter pseudotopograficzny-relacyjny. Powstała przez zdrobnienie nazwy miejscowej Równo formantem -k-. Pierwotna niemiecka nazwa Rowen Vorwerk ma charakter kulturowy i stanowi zestawienie dwóch elementów: nazwy miejscowej Rowen „Równo” i nazwy pospolitej Vorwerk „folwark”.
Rada Języka Kaszubskiego proponuje opartą na polskiej kaszubską formę nazwy Rówienkò.